# Casa de Dalt (Sant Sadurní d'Osormort)
Casa de Dalt és una masia de Sant Sadurní d'Osormort (Osona) inclosa a l'Inventari del Patrimoni Arquitectònic de Catalunya.

## Descripció
Masia de planta quadrada, coberta a dues vessants amb el carener perpendicular a migdia. Consta de planta baixa i primer pis. La façana, situada a migdia, presenta dos portals rectangulars amb llinda de fusta a la planta, dues finestres amb un rellotge de sol al mig en el primer pis. La façana est té adossat un cobert a l'angle nord amb una finestra al primer pis. Al mur nord hi ha un cobert adossat, una finestra a la planta i dues finestres al primer pis. A l'oest s'obren dues finestres al primer pis. A la planta d'aquest sector hi ha una obertura feta de materials nous. Els ràfecs de les parts oest, sud i est són colls de biga amplis, mentre que el del nord és fet amb teula i molt reduït. Totes les obertures són fetes amb grossos carreus de pedra. Cal remarcar uns amplis coberts al sector sud de la casa.

## Història
Masia situada entre el mas Soler i el molí del Soler, el primer del qual es troba registrat en els fogatges de 1553. Situada a la riba esquerre de la Riera Major. El topònim de la "casa de dalt"li podria venir donat des del molí del Soler; però no deixa de ser una suposició, ja que no tenim cap altra dada per ubicar-lo.